# 이승민 (의사)
이승민(1979년 ~ )은 대한민국의 정신건강의학과 전문의이다.

## 학력 및 악력
- 경북대학교 의과대학 학사
- 성균관의대 강북삼성병원 전문의 취득
- 중앙신체검사소 징병신검 전담의
- 성균관의대 강북삼성병원 소아청소년정신과 전임의 수료
- 강북삼성병원 기업정신건강연구소 임상조교수
- 항공전문의사(AME: Aviation Medical Examiner)
- 강북삼성병원 정신건강의학과 외래교수
- 대한소아청소년정신의학회 정회원
- 한국항공우주의학협회 정회원
- 대한소아청소년정신의학회 홍보위원
- 민 정신건강의학과의원 원장 (서울특별시 마포구 소재)

## 저서
- 2017년 <자기 합리화의 힘>: 위즈덤하우스
- 2015년 <상처받을 용기>: 위즈덤하우스